# 自旋多重度
在光谱学和量子化学中，能级的自旋多重度定义为2S+1，其中S是总自旋角动量。自旋多重度为1、2、3、4、5的状态分别称为单重态，双重态，三重态，四重态和五重态。

## 原子
对于原子，自旋多重度通常等于总自旋相对于总轨道角动量L的可能取向的数量，因此等于仅因自旋-轨道作用而导致能量差异的近简并能级的数量。
例如，碳原子的基态是3P态。上标3（读作三重态）表示自旋多重度2S+1=3，因此总自旋量子数S=1。这种自旋归因于两个不成对的电子依据洪特规则以相同的自旋方向填充简并轨道。组成三重态的三个状态沿着总轨道角动量方向的自旋分量分别为+1、0和–1，总轨道角动量为为1，如字母P所示。总角动量量子数J的最值分别为L+S=2与L-S=0，每两个可能的J之间相隔1，因此J=2、1或0。
但是，仅当S≤L时，自旋多重度才等于自旋方向的数量。当S>L时，总角动量只可能有2L+1个方向，范围从S+L到S-L。氮原子的基态为4S四重态，有三个不成对的电子，由2S+1=4得S=3/2。对于光谱符号为S的态，L=0，因此J只能为3/2，即使自旋多重度为4，该态也只有一个能级。

## 分子
稳定的有机分子具有完整的电子壳层，没有不成对的电子，因此基态均为单重态。对于仅包含主族元素的无机分子也是如此。重要的例外是氧分子（O2）以及亚甲基卡宾（CH2）等卡宾。
然而，具有较高自旋的基态在过渡金属的配合物中非常普遍。晶体场理论提供了这种配合物自旋态的简单解释。

### 氧分子
氧分子的HOMO（最高占据分子轨道）是一对简并的π*轨道。基态下，该能级被自旋同向的两个电子占据。因此，该分子基态下处于三重态。
而氧分子的第一激发态在π*能级具有两个自旋相反的电子，因此不存在自旋不成对的电子，是单重态，被称为单重态氧。

### 亚甲基卡宾
在有机化学中，卡宾是碳原子仅具有六个价电子的分子，因此不遵守八隅律。卡宾通常以其自旋多重性分为单线态和三线态。两者都有两个非键合电子，差别在于：在单线态卡宾中，这些电子以孤电子对形式存在并且自旋相反，因此没有净自旋；而在三线态卡宾中，这些电子具有自旋平行。